# اشلی آرگوتا
اشلی آرگوتا (انگلیسی: Ashley Argota؛ زادهٔ ۹ ژانویهٔ ۱۹۹۳) یک هنرپیشه، و خواننده اهل ایالات متحده آمریکا است. وی از سال ۲۰۰۶ میلادی تاکنون مشغول فعالیت بوده‌است. 

## فیلم‌ها
- تحصیل (فیلم) ۲۰۰۷
- ترو جکسون وی پی ۲۰۱۱-۲۰۰۸
- ماجراهای حماسی باکت و اسکینر ۲۰۱۳-۲۰۱۱
- چگونه یک پسر بهتر بسازیم ۲۰۱۴[۳]
- موش های آزمایشگاهی ۲۰۱۶-۲۰۱۴
- پرورشگاهی ها (۲۰۱۴ تا ۲۰۱۵)
- کتاب داستان قاتل  ۲۰۱۵